# Simon's Town
Simon's Town  (conhecida também como Simonstown e Simonstad em africâner), é uma cidade portuária na África do Sul. Pequena cidade, contém um base naval.
Fica na província do Cabo Ocidental, perto de False Bay, a sudeste da Cidade do Cabo.